# Cambridge, Massachusetts
Cambridge, Massachusetts este un oraș din statul american Massachusetts, localizat în zona metropolitană a orașului Boston (cunoscută ca Greater Boston), denumit astfel în onoarea Universității Cambridge din Anglia.  Conform Recensământului Uniunii din anul 2000, populația orașului era de 101.355 locuitori, făcându-l să fie al cincilea din stat. Cambridge este (împreună cu fostul centru timpuriu industrial Lowell) co-sediu al comitatului din care face parte.

## Istoric
Cambridge este și sediul comitatului Middlesex împreună cu orașul Lowell.  Deși guvernul comitatului a fost desființat în 1997, comitatul există ca o delimitare politică, geografică și demografică.  Întreaga infrastructură a comitatului Middlesex, constând din funcționari administrative, legislativi și economici, curți de justiție, ș.a.m.d., continuă să lucreaze direct pentru statul Massachusetts.
Unul din motivele de mândrie al orașului Cambridge este existența a două universități private, extrem de prestigioase atât în Statele Unite cât și în lume, Universitatea Harvard, axată pe studiul științelor ne-tehnice, și Massachusetts Institute of Technology, specializat în studierea ingineriei și a științelor exacte.
Un alt titlu de mândrie locală este unul istoric și legislativ. Constituția statului Massachusetts (în original, Massachusetts Constitution), care definea o anumită formă de guvernământ pentru un stat Massachusetts independent și suveran (Commonwealth of Massachusetts) a fost discutată și scrisă în localitatea Cambridge, Massachusetts, în octombrie 1779, respectiv adoptată de delegații constituționali în iunie 1780 pentru a intra în efect "în ultima miercuri a următorului octombrie" sau, conform originalui din limba engleză "to go into effect on the last Wednesday of October next".
În 1640, Bay Psalm Book a fost prima carte tipărită din America de Nord (la Cambridge, Massachusetts).

## Biserici
- Christ Church, Cambridge
- Harvard-Epworth United Methodist Church
- Plymouth Brethren de pe Norfolk Street, web site la The Gospel Room Arhivat în 12 mai 2008, la Wayback Machine.

## Alte destinații
- Café Pamplona
- Club Passim
- Harvard Book Store
- List of Registered Historic Places in Cambridge, Massachusetts

## Personalități născute aici
- Thomas Wentworth Higginson (1823 - 1911), predicator, politician.

## Orașe înfrățite
- Cambridge, England, UK
- Coimbra, Portugal
- Cienfuegos, Cuba
- Gaeta, Italy
- Galway, Ireland
- Yerevan, Armenia
- San José Las Flores, El Salvador
- Tsukuba Science City, Japan

## Coduri poștale
- 02138 -- Harvard Square/West Cambridge
- 02139 -- Central Square/Inman Square/MIT
- 02140 -- Porter Square/North Cambridge
- 02141 -- East Cambridge
- 02142 -- Kendall Square

### Hărți
- Cambridge Maps
- City of Cambridge Geographic Information System (GIS)
- 1871 Atlas of Massachusetts. by Wall & Gray. Map of Massachusetts. Map of Middlesex County.
- Dutton, E.P. Chart of Boston Harbor and Massachusetts Bay with Map of Adjacent Country. Arhivat în 30 mai 2008, la Wayback Machine. Published 1867. A good map of roads and rail lines around Cambridge.
- Old USGS maps of Cambridge area. Arhivat în 15 octombrie 2008, la Wayback Machine.